# Jens Nielsen (Motorsportler)

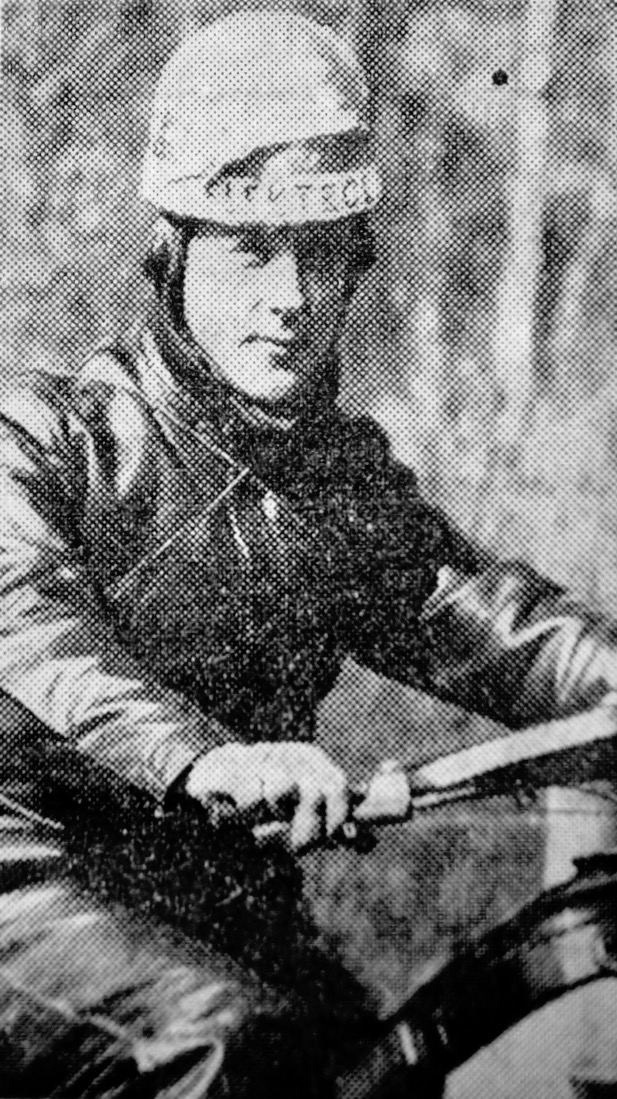
Jens Nielsen bei einem Rennen ca. 1940

Jens Nielsen (* 29. März 1918 in Blåhøj; † zwischen 1. und 13. Januar 2018) war ein dänischer Motorsportler und Rennfahrer.

## Leben
Nielsen begann mit dem Motorsport 1938 und war bis 1992 in mehreren Klassen sowohl auf dem Motorrad und im Rallyeauto aktiv. Sein größter Erfolg war der Gewinn des Coupe des Chevronnes (Old-Boys-Klasse) bei der Rallye Monte Carlo 1976. Des Weiteren hielt er mit 28 Teilnahmen im Zeitraum von 1961 bis 1992 bis 2015 den Rekord für die meisten Teilnahmen an der Rallye Monte Carlo und hatte bis heute die meisten Teilnahmen aller dänischen Fahrer. 1992 war er im Alter von 74 Jahren der älteste aktive Fahrer der Rallye Monte Carlo aller Zeiten. Zudem war er bis zu seinem Tod mit 99 Jahren der älteste aktive Golfspieler Dänemarks.
Jens Nielsen wurde am 13. Januar 2018 in Silkeborg beerdigt.

## Statistik

### Rallye Monte Carlo
- 28-maliger Teilnehmer der Rallye Monte Carlo zwischen 1961 und 1992[3]
- Gewinner der Old Boys Klasse (Coupe des Chevronnes) bei der Rallye Monte Carlo 1976[3]
- 15 mal bester dänischer Teilnehmer der Rallye Monte Carlo[4]
- Gewinner seiner Klasse bei der Rallye Monte Carlo 1981 und 1982
- Gewinner des Prix de l'office du tourisme de Lausanne bei der Rallye Monte Carlo 1986

### Andere Rallyes
- 4-maliger Gewinner der Rallye Baltic in 1967, 1968, 1970 und 1971[3]
- Dänischer Rallyemeister 1968 und 1972[3]
- 2-maliger Gewinner seiner Klasse bei der Tulpen Rallye in den Niederlanden[4]
- Gewinner seiner Klasse bei der Russischen Winter Rallye[4]
- Gewinner seiner Klasse bei der Rallye DDR[4]
- Gewinner seiner Klasse bei der Rallye Polen[4]
- Gewinner seiner Klasse bei der Rallye Schottland[4]

### Motorrad
- Dänischer Meister im Motocross 1946[5]
- 3 Teilnahmen an der Europameisterschaft im Motocross[5]
- Teilnehmer an der Weltmeisterschaft im Speedway 1954[5]

## Auszeichnungen & Ehrungen
- 1968 Goldener Ehrenpreis des Dänischen Automobilsportverbands[6]
- 1989 Ehrenmitglied des Dänischen Rallye Verbandes[6]